# Little Gamers
Little Gamers er en onlinetegneserie skabt 1. december 2000 af Christian Fundin, og senere overtaget af Pontus Madsen. Serien handler om dem selv, deres venner og kærester, livet i almindelighed og – især – om spil. Undertiden forekommer også specialskrevne afsnit om større verdensbegivenheder. Den indeholder også indimellem gæstestriber fra andre webcomics.
Personerne i serien er tegnede og beskrives som "Hello Kitty og Bombermans uægte børn".

## Eksternt link
- Little Gamers

| Taleboble | Spire Denne tegneserieartikel er en spire som bør udbygges. Du er velkommen til at hjælpe Wikipedia ved at udvide den. |